# Điriš
Điriš (mađ. Gyűrűspuszta) je zaselak na krajnjem jugu Republike Mađarske.

## Zemljopisni položaj
Nalazi se na 45° 46' 5" sjeverne zemljopisne širine i 18° 17' 14" istočne zemljopisne dužine, 3 km sjeveroistočno od Drave i 2,5 km sjeverno od granice s Republikom Hrvatskom. Najbliže naselje u RH su Torjanci, 5 km jugoistočno.
Maća je 1,5 km, a Grdiša 3,5 km zapadno, Harkanj je 7 km sjeverozapadno, kotarsko sjedište Šikloš je 5 km sjeverno, Rastince su 1,5 km sjeveroistočno, Oldince su 2 km istočno, Kešeriš (Kesulija, mađ. Keselyősfapuszta) je 2 km jugozapadno, 

## Upravna organizacija
Upravno pripada Šikloškoj mikroregiji u Baranjskoj županiji. Poštanski broj je 7826. Upravno pripada selu Martincima Donjim (Semartinu).

## Povijest
Oko 1980. je ovo naselje postalo gotovo isključivo romskim naseljem oko 1980. Broj osoba koje su se izjasnile kao Romi je manji od stvarnog broja Roma u ovom selu. Romi pripadaju skupinama Bajaša, dok druga bajaškoj podskupini Muncsána (Munténiana). Jezik im je arhaični romski jezik.

## Vanjske poveznice
- (mađ.) Alsószentmárton a Vendégvárón[neaktivna poveznica]
- Điriš na fallingrain.com